# 베이비 인 암스
베이비 인 암스(Babes In Arms)는 미국에서 제작된 버스비 버클리 감독의 1939년 코미디, 뮤지컬 영화이다. 미키 루니 등이 주연으로 출연하였고 아서 프리드 등이 제작에 참여하였다.

## 출연

### 주연
- 미키 루니
- 주디 갈랜드

### 조연
- 찰스 위닝거
- 가이 키비
- 준 프레이서
- 베티 제인즈
- 더글러스 맥페일
- 랜드 브룩스
- 레니 린
- 헨리 헐
- 바넷 파커
- 앤 슈메이커
- 마가렛 해밀턴
- 조셉 크레핸
- 조지 맥케이
- 헨리 로크모어
- 찰스 D. 브라운
- 조 케이츠
- 로버트 에멧 킨
- 론 맥칼리스터
- 시드니 밀러
- 조니 셰필드
- 매리 트린

## 제작진
- 원작자: 리차드 로저스
- 원작자: 로렌즈 하트
- 미술: 세드릭 기븐스
- 의상: 돌리 트리

## 같이 보기
- 스트라이크 업 더 밴드
- 제12회 아카데미상